# 飯塚仁樹
飯塚 仁樹（いいづか ひろき、1959年5月27日 - 2011年）は、日本の元子役、元俳優。東京都出身。

## 来歴・人物
東映児童研修所に所属し、『超人バロム・1』（読売テレビ）に子役として木戸猛役で主演。当時の新聞記事によると共演した高野浩幸とともに当時小学6年生だったと記載しているが、後年のインタビューで高野本人は、飯塚が小学6年生で高野は小学5年生であったと述べている。高野は別のインタビューで、飯塚は運動神経が良かったために、高野と腕を組んで半回転しながらの変身シーンでは、高野が振り回されることがあったと述べている。また、『バロム・1』では怒鳴りながら話すシーンが多かったため、飯塚はアフレコで苦労していたのではないかと高野は述懐している。
特技は、柔道。1974年当時は、練馬区立大泉第二中学校に在学中だった。
成人後は芸能界を引退。その後の消息は明らかになっていないが、2013年発行のムック本に掲載された高野浩幸と斉藤浩子との対談記事のなかで高野は、晩年の飯塚と交流があったある俳優からの伝聞として「2年くらい前に亡くなった」と語っている。

## 出演

### テレビドラマ
- 特別機動捜査隊（NET）
  - 第257話「小さな墓」（1966年） - 村の子供
  - 第270話「太陽が昇る時」（1966年） - 正吉
  - 第346話「若者の橋」（1968年） - 子供
  - 第362話「車椅子」（1968年） - 鉄雄
  - 第392話「残月のブルース」（1969年） - 敬太
  - 第399話「緋ボタンの花」（1969年） - 小学生(A)
  - 第402話「海は知っている」（1969年） - 少年
  - 第408話「東京番外地」（1969年） - 正夫
  - 第736話「ガラスの橋」（1975年） - 克哉
- 河童の三平 妖怪大作戦 第19話「妖怪村の復讐鬼」（1969年、NET）
- 泣かないで!かあちゃん（1970年、NET）
- おさな妻（1970年 - 1971年、12ch）
- 仮面ライダー 第27話「ムカデラス怪人教室」（1971年、MBS） - 少年
- 江戸巷談 花の日本橋
  - 第1回「髪結いおしま捕物帖」
  - 第2回「髪結いおしま捕物帖 謎の銀かんざし」（1971年、KTV）- 三太
- 超人バロム・1（1972年、YTV）- 木戸猛
- さすらいの狼 第3話「竜と少年」（1972年、NET）
- どっこい大作（1973年、NET）- 皆川夏男
- がんばれ!!ロボコン 第12話「ギャンギャラ! つらいぜロボット柔道」（1974年、NET）- 柔道対戦者
- がんばれ!レッドビッキーズ（1978年、ANB）
- Gメン'75 第273話「怪談 死霊の棲む家」（1980年、TBS）− 川田宏幸

### 映画
- 超高層のあけぼの（1969年、東映） - 星野春也
- フィンガー5の大冒険（1974年、東映）
- 少林寺拳法（1975年、東映）
- ドカベン（1977年、東映） - 大丸